# Pselnophorus
Pselnophorus là một chi bướm đêm thuộc họ Pterophoridae.

## Các loài
- Pselnophorus albitarsella (Walsingham, 1900)
- Pselnophorus astragalotes Meyrick, 1909
- Pselnophorus belfragei (Fish, 1881)
- Pselnophorus brachydactyla (Müller, 1764)
- Pselnophorus brevispinus S.L.Hao & H.H.Li, 2008
- Pselnophorus ducis Gibeaux, 1994
- Pselnophorus emeishanensis Arenberger, 2002
- Pselnophorus heterodactyla (Müller, 1764)
- Pselnophorus jaechi Arenberger, 1993
- Pselnophorus japonicus Marumo, 1923
- Pselnophorus laudatus Bigot, 1964
- Pselnophorus pachyceros Meyrick, 1921
- Pselnophorus poggei (Mann, 1862)
- Pselnophorus vilis (Butler, 1881)